# Antonella Sberna
Antonella Sberna (Roma, 11 gennaio 1982) è una politica italiana, europarlamentare per Fratelli d'Italia e vicepresidente del Parlamento europeo dal 2024.

## Biografia
Prima di quattro fratelli, Sberna si è laureata in Marketing, consumi e comunicazione alla IULM di Milano. Ha lavorato come stagista presso il Parlamento europeo a Bruxelles e il Consolato generale d'Italia a Los Angeles, oltre a trascorrere sei anni nella pubblica amministrazione del Senato della Repubblica Italiana.
È stata impiegata fino al 2023 presso un'agenzia di comunicazione ed eventi.

## Carriera politica

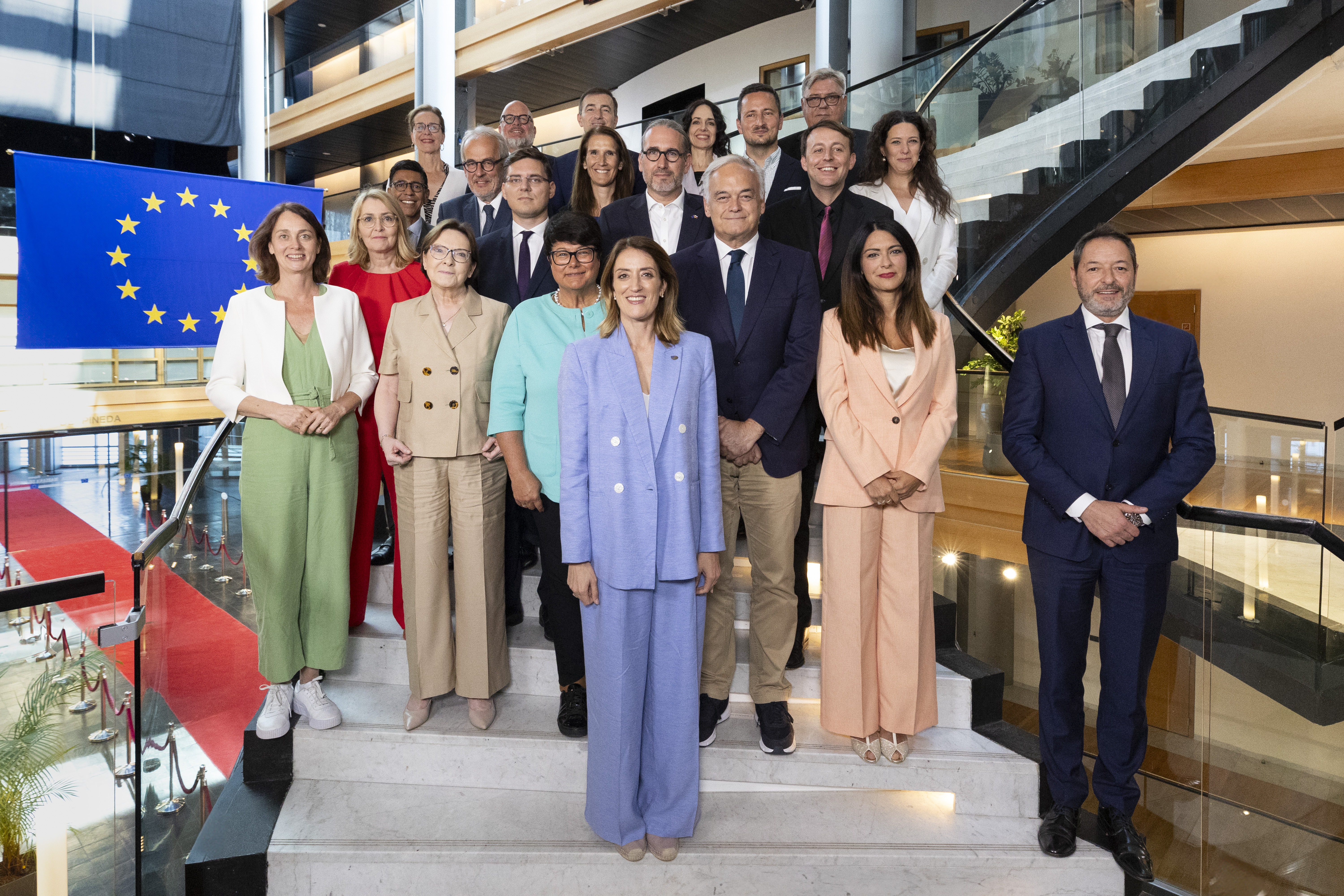
Sberna (in seconda fila, prima da destra) insieme agli altri Vicepresidenti del Parlamento europeo eletti durante la prima sessione plenaria della X legislatura

Sberna è stata assessore ai servizi sociali, alla famiglia e alle politiche europee del comune di Viterbo.
Alle elezioni europee del 2024, si candida fra le fila di Fratelli d'Italia nella circoscrizione Centro. Viene quindi eletta con 49.410 preferenze, diventando la prima europarlamentare proveniente da Viterbo.
Il 16 luglio 2024, viene eletta vicepresidente del Parlamento europeo.

## Vita privata
È sposata con Daniele Sabatini, attuale capogruppo di Fratelli d'Italia in Consiglio regionale del Lazio. La coppia ha tre figlie.